# Redvägen
Ätrastigen, eller som den kallades redvägen eller Ridstigen, vilken börjar i Falkenberg, följer Ätradalen, passerar Kindahus, Opensten, Säm, Åsunden, Ulricehamn (f.d. Bogesund), Vist och Lena i Timmele samt leder vidare upp norröver, var en av de viktigare transportlederna i Sverige under mer än tusen år. 
Uppenbarligen var samma väg använd redan under stenåldern och beskrevs vid tiden kring Adam av Bremens besök hos danske kungen. Adam skriver: om man tar vägen till lands från Skåne, genom Götaland och över Tälje och Birka, tar färden till Sigtuna en månad.  
Längs denna ridväg har minst fem slag stått under medeltiden. Det sista var kanske slaget på Åsundens is när Sten Sture den yngre skadades dödligt. Anledningen är sannolikt att denna väg är den mest uppenbara för arméer från Danmark som tränger in i "Sverige" vid denna tid, och den mötande svenska försvarshären blir då den som i praktiken avgör var "slagen" hålls, det vill säga när de anfaller danskarna.
Av samma anledning byggs ett antal strategiska borgar längs vägen, huvudsakligen tornborgar av Motteborgstyp, alltså ett ensamt torn i trä eller sten (kastal), med en vallgrav runt. När vallgraven grävts används jorden och leran för att åstadkomma en konstgjord kulle eller platå (motte), där borgen byggs.

## Lista över slag som hållits längs Redvägen
1208Slaget vid Lena. Sverker den yngre med danskt kavalleri förlorar mot Erik Knutsson
1277Dansk här norr om Ätradalen, förlorar vid Etak
1308Hertig Erik möter danskar vid Säm i Kinds härad
1389Albrekt av Mecklenburg med tyska legotrupper möter drottning Margareta i slaget vid Åsle, öster om Falköping, Albrekt förlorar.
1520Slaget på Åsundens is: Kristian II möter svenska hären på sjön Åsundens is vid Bogesund (nuvarande Ulricehamn). Sten Sture den yngre skadas och svenskarna flyr, och Kristian marscherar vidare mot Stockholm, kröningsfesten och Stockholms blodbad.
1565Slaget vid Axtorna: Under Nordiska sjuårskriget skulle danskarna passera Ätran, och vid Axtorna vadställe väntade svenskarna; danskarna vann.